# 表町 (前橋市)
表町（おもてちょう）は、群馬県前橋市の地名。郵便番号は371-0024。2013年現在の面積は0.42km2。

## 地理
JR両毛線・前橋駅の北口周辺の地域である。町名の由来は前橋市の表玄関である前橋駅があることから。南は両毛線を境に南町と接する。西は紅雲町、北から東にかけては本町と接している。一丁目と二丁目があり、前橋表町郵便局がある通りを境にして西が表町一丁目、東が表町二丁目である。
前橋駅から北に向かってケヤキ並木の駅前通り（群馬県道17号前橋停車場線）が伸びており、ホテルや飲食店、オフィスビルが沿道に建つ。駅前にはかつて噴水があり、「水と緑のまち」を象徴するものであった。現在は線路の高架化や駅前のビル開発により、その景色は一変している。また、前橋市市街地総合再生計画の「JR前橋駅北口地区再開発事業」の範囲であるため、高層ビルなどの建設が計画されている。

## 歴史
- 1966年堀川町、南曲輪町、石川町、紅雲町、前代田町、田町の各一部から宝町一丁目、田中町、相生町、前代田町、天川原町の各一部から宝町二丁目が成立。同日、表町一丁目、表町二丁目に改称。

## 世帯数と人口
2017年（平成29年）8月31日現在の世帯数と人口は以下の通りである。
| 丁目       | 世帯数    | 人口    |
| ---------- | --------- | ------- |
| 表町一丁目 | 521世帯   | 1,079人 |
| 表町二丁目 | 722世帯   | 1,315人 |
| 計         | 1,243世帯 | 2,394人 |

## 教育
- 群馬ブライダルビジネス専門学校

町内に中学校はない。南町にある前橋市立第一中学校の通学区域に指定されている。市立小・中学校に通う場合、学区は以下の通りとなる。
| 丁目       | 番地 | 小学校             | 中学校             |
| ---------- | ---- | ------------------ | ------------------ |
| 表町一丁目 | 全域 | 前橋市立桃井小学校 | 前橋市立第一中学校 |
| 表町二丁目 | 全域 | 前橋市立桃井小学校 | 前橋市立第一中学校 |

## 交通

### 鉄道

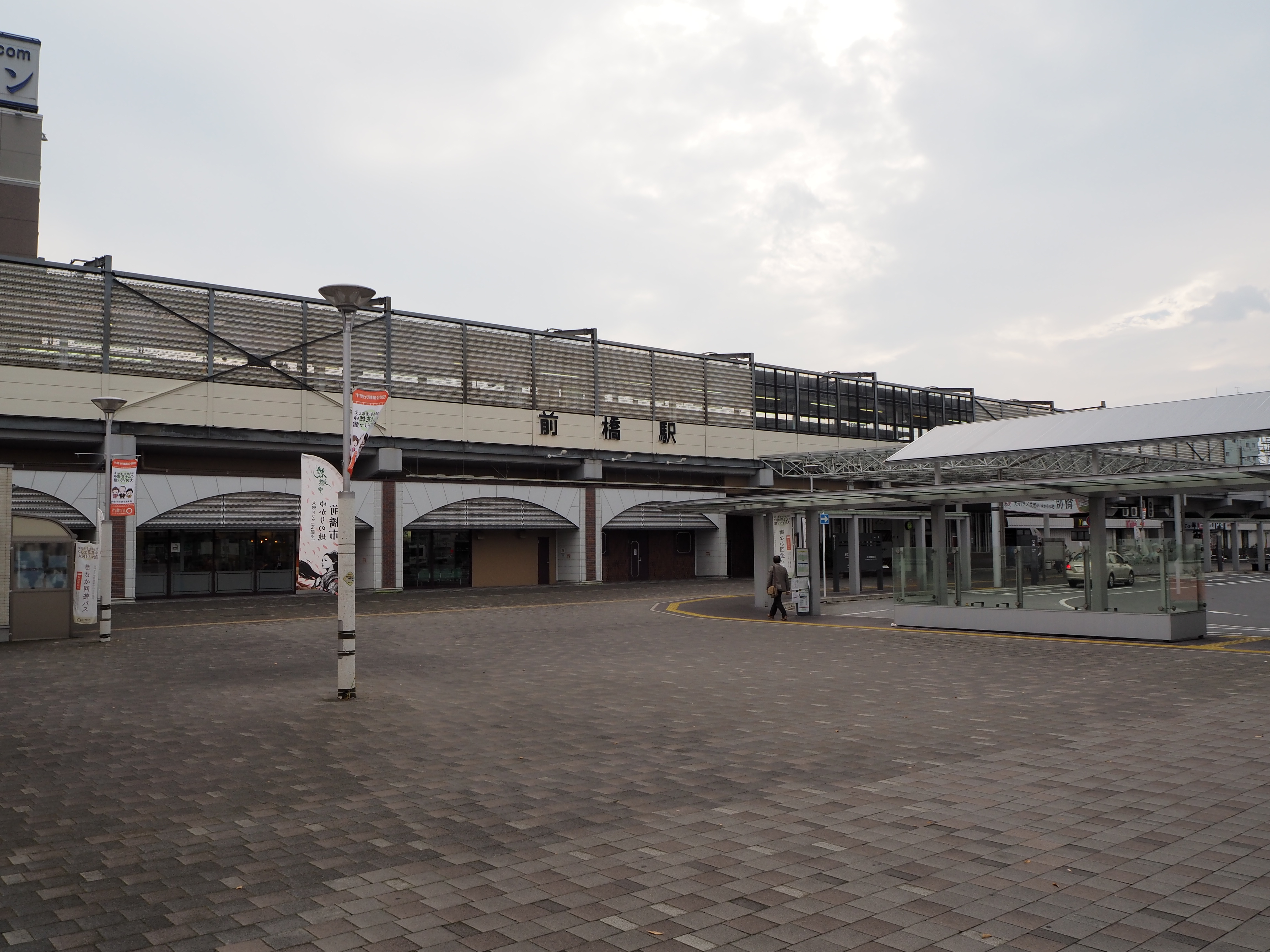
前橋駅北口

表町二丁目にJR両毛線・前橋駅がある。

### 道路
前橋駅北口の「前橋駅前」交差点から北に群馬県道17号前橋停車場線（ケヤキ並木の駅前通り）、西に群馬県道109号石倉前橋停車場線が伸びる。町域の東端は群馬県道2号前橋館林線を境に本町と接しており、また町域の北西「表町一丁目」から「紅雲町二丁目」までの区間は国道17号を境に本町と接している。鉄道路線が高架化されているため、道路交通はスムーズである。

### バス
前橋駅北口の駅前ロータリーがバスターミナルとして利用されており、バス路線が四方に伸びている。バス停は前橋駅北口を中心として東に「永寿寺前」、西に「表町二丁目」・「中央小学校前」、北に「ユーアイホテル前」・「表町」がある。

### その他
前橋駅北口に自動車300台が駐車可能な立体駐車場「Dパーキング前橋駅北口」があり、パークアンドライドの推進を図っている。隣接して機械式の立体駐輪場「サイクルツリー前橋」があり、レンタサイクルサービスも提供されている。

## 施設
- イーサイト前橋
- 前橋表町郵便局

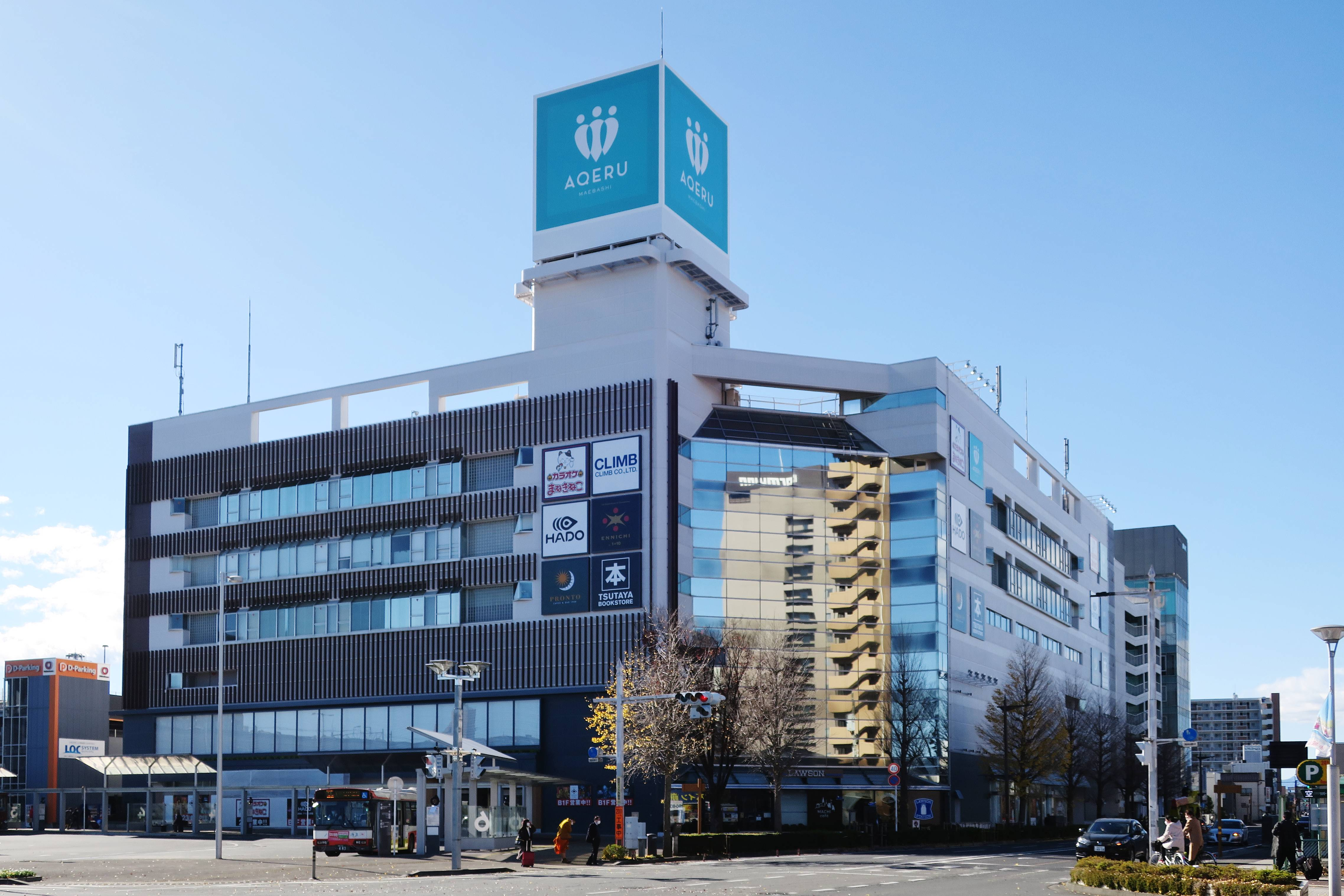
アクエル前橋

- アクエル前橋（旧・イトーヨーカドー前橋店→エキータ）
- 前橋駅前天然温泉ゆーゆ